# Haarakari, Nådendal
Haarakari är en ö i Finland. Den ligger i Skärgårdshavet och i kommunen Nådendal i den ekonomiska regionen  Åbo ekonomiska region i landskapet Egentliga Finland, i den sydvästra delen av landet. Ön ligger omkring 31 kilometer sydväst om Åbo och omkring 170 kilometer väster om Helsingfors.
Öns area är 3,9 hektar och dess största längd är 350 meter i sydöst-nordvästlig riktning. Närmaste större samhälle är Rimito, 11,1 km nordost om Haarakari.